# بيوتر ويسزوميرسكي
بيوتر ويسزوميرسكي (بالبولندية: Piotr Wyszomirski) مواليد 6 يناير 1988 في وارسو، هو لاعب كرة يد بولندي يلعب كحارس مرمى. يلعب حاليا مع نادي لمغو لكرة اليد ويحمل الرقم 1. مثل منتخب بولندا لكرة اليد. شارك في دورة الألعاب الأولمبية الصيفية سنة 2016. حقق المركز الثالث في بطولة العالم لكرة اليد للرجال 2015.

## سجل المنافسة
شارك في البطولات التالية:
- بطولة العالم لكرة اليد للرجال 2015
- بطولة أوروبا لكرة اليد للرجال 2012
- بطولة أوروبا لكرة اليد للرجال 2014
- بطولة أوروبا لكرة اليد للرجال 2016
- الألعاب الأولمبية الصيفية 2016

## الميداليات
| الميدالية | المسابقة                           |
| --------- | ---------------------------------- |
| برونزية   | بطولة العالم لكرة اليد للرجال 2015 |

## روابط خارجية
- بيوتر ويسزوميرسكي على موقع الاتحاد الأوروبي لكرة اليد (الإنجليزية)
- بيوتر ويسزوميرسكي على موقع أوليمبيديا (الإنجليزية)
- بيوتر ويسزوميرسكي على موقع اللجنة الأولمبية البولندية (مؤرشف) (البولندية)